# Пиерис, Михалис
Михалис Пиерис (греч. Μιχάλης Πιερής, 1952, Лимасол, Кипр — 3 ноября 2021, там же) — кипрский поэт, драматург и литературный критик; писал на греческом языке.
Родился на Кипре, в деревне Эфтагонья. Сначала публиковал свои стихотворения и стихотворные сборники под псевдонимом, образованным по названию его места рождения, — Михалис Эфтагонитис.
Учился в Салоникском, затем в Сиднейском университете, изучал филологию и театроведение.
Михалис Пиерис — автор многих стихотворных сборников, критических и филологических работ. Среди драматургических работ Пиериса — перевод трагедии Еврипида «Финикиянки» на современный греческий язык; драматическая версия средневековой «Кипрской хроники» Леонтия Махеры (XV век).
Жил и работал в Никосии, был профессором факультета византийских и новогреческих исследований Кипрского университета (информация 2003 года).

## Издания на русском языке
В 2003 году в издательстве «Итака» вышел двуязычный стихотворный сборник Михалиса Пиериса «Метаморфозы городов» с оригинальными текстами и параллельными переводами на русский язык (переводчик — Ковалёва Ирина Игоревна).